# Knebworth House

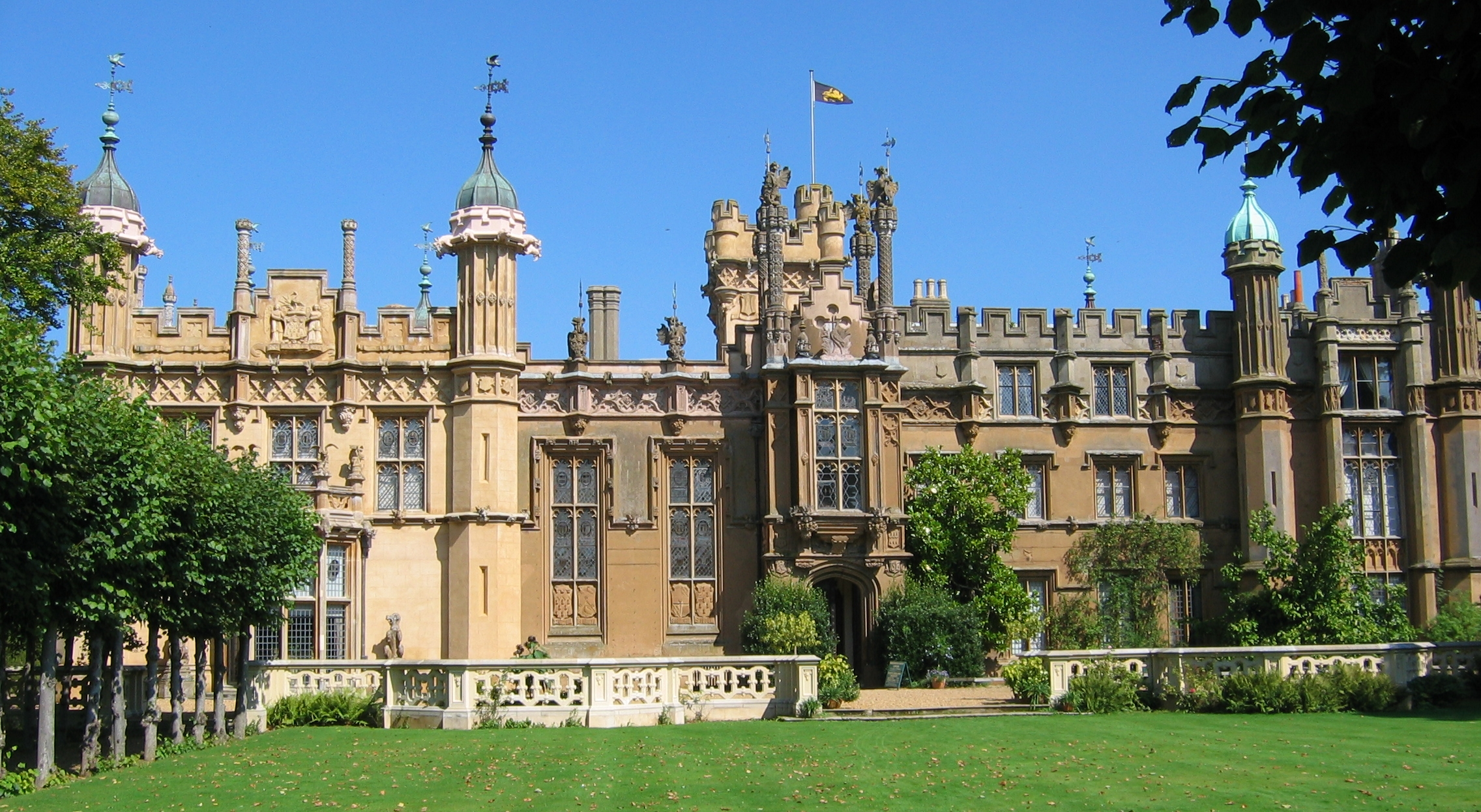
Knebworth House

Knebworth House ist ein Herrenhaus im Dorf Knebworth in der englischen Grafschaft Hertfordshire.

## Geschichte und Beschreibung
Das Haus ist seit 1490 der Sitz der Familie Lytton, als Thomas Bourchier die Grundherrschaft an Sir Thomas Lytton verkaufte. Knebworth House war ursprünglich ein aus roten Ziegeln erbautes, spätgotisches Herrenhaus, das um einen offenen, rechteckigen Hof herum angelegt war. Zwischen 1813 und 1816 wurden alle Gebäude mit Ausnahme des Westflügels abgerissen. Der Westflügel wurde von John Biaggio Rebecca für Mrs Bulwer-Lytton im Tudor-gotischen Stil verändert. In den Jahren 1843 bis 1845 erfolgte ein weiterer Umbau von Henry Edward Kendall jr. in das heute zu sehende neugotische Gebäude.
1913 und 1914 mieteten der russische Großfürst Michail Alexandrowitsch und seine morganatische Gattin Natalja Brassowa das Anwesen. Der berühmteste Bewohner des Hauses war Edward Bulwer-Lytton, der Schriftsteller, Dramaturg und Staatsmann der viktorianischen Zeit, der die Gärten im formellen Italianatestil verschönern ließ.
Ein Großteil der Inhalte wurde von Sir Edwin Lutyens umgestaltet, der das Hauptparterre vereinfachte. Ein Kräutergarten in gekreuzter Quincunxanordnung wurde 1907 von Gertrude Jekyll entworfen, aber erst 1982 realisiert. Das Hauptgebäude steht seit 1952 als Listed Building Grade-II* unter Denkmalschutz.

## Heute
Heute wohnen Henry Lytton-Cobbold und seine Familie in dem Herrenhaus. Das Haus und die umgebenden Gärten und Parks sind öffentlich zugänglich. Im Park befindet sich die mittelalterliche Marienkirche und das Mausoleum der Lyttons.

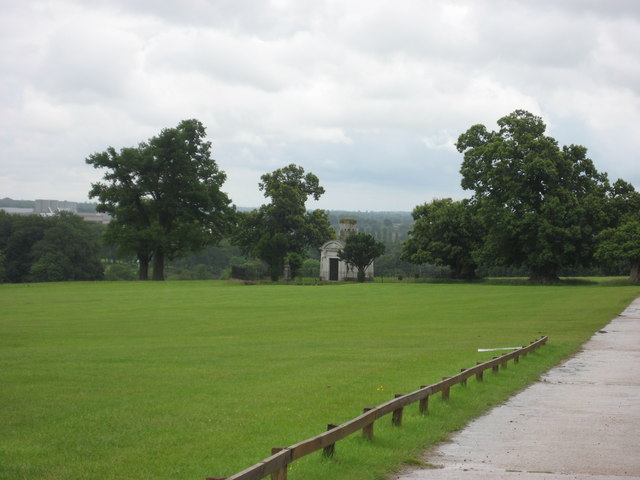
Mausoleum der Lyttons

Auf dem Anwesen finden sich auch touristische Einrichtungen, wie ein Abenteuerspielplatz, eine Minieisenbahn (die allerdings 2012 geschlossen wurde) und ein Dinosaurierpark. Es finden verschiedene Veranstaltungen statt, z. B. Oldtimerrallyes, das jährliche Salvo Fair für architektonische Erhaltung und seit 1974 große Open-Air-Rock- und Popkonzerte von diversen Interpreten (siehe hierzu Konzerte in Knebworth).

## Radio und Film
Die lokale Radiostation 106 Jack FM Hertfordshire sendet aus dem alten Pumpwerk, das einst das Trinkwasser für das Landhaus lieferte.
Verschiedene Filme wurden in Knebworth House gedreht, z. B.:
- Anastasia (1956) – Palast der Kaiserin
- Decline and Fall … of a Birdwatcher (1968)
- Frankensteins Horrorklinik (1973)
- Wer tobt denn da im Unterhaus? (1976) – vollständig auf dem Anwesen als fiktionale Cockshute Towers gedreht
- Tote schlafen besser (1978) – General Sternwoods Landhaus
- Die große Muppet-Sause (1980) – Äußeres der Mallory Gallery
- Sir Henry at Rawlinson End (1980) – Innen- und Außenaufnahmen
- Die letzte Jagd (1985) – vollständig auf dem Anwesen gedreht
- Hochzeitsnacht im Geisterschloß (1986) – Äußeres des Hauses
- Porterhouse Blue (1987) – Inneres und Äußeres des Hauses von Sir Cathcart D'Eath
- Der Biss der Schlangenfrau (1988) – Äußeres des D’Ampton-Herrenhauses
- Batman (1989) – Außenaufnahmen von Wayne Manor
- Das Gespenst von Canterville (1996)
- Sacred Flesh (1999) – Außenszenen des Konvents
- Agent Cody Banks 2: Mission London (2004) – einige Szenen in und um das Anwesen
- Harry Potter und der Feuerkelch (2005) – Weihnachtsball-Szene im Treppenhaus
- Die Girls von St. Trinian 2 – Auf Schatzsuche – (2009) als St. Trinian's Mädchenschule
- Jonathan Creek – als Metropolis im Weihnachtsspecial 2008
- The King’s Speech (2010) – Party im Balmoral Palace und andere Szenen
- The Hour (2011) – Residenz von Lord Elm
- Das Geheimnis der Geister von Craggyford (2011) – Außenszenen
- The Scapegoat (2012) – wichtige Innen- und Außenszenen
- Inspector Barnaby (15x01: Du bist tot!) – Außenszenen